# 화산초등학교 (경북)
화산초등학교는 대한민국 경상북도 영천시 화산면 유성리에 있는 공립 초등학교이다.

## 학교 연혁
- 1929년 11월 6일 화산공립보통학교 개교
- 1938년 4월 1일 화산공립심상소학교로 개칭
- 1941년 4월 1일 화산공립국민학교로 개칭
- 1967년 2월 21일 현 교사로 이전
- 1981년 3월 1일 병설유치원 개원
- 1994년 9월 1일 가상분교장 편입
- 1996년 3월 1일 화산초등학교로 교명 변경
- 1999년 3월 1일 가상분교장 본교 통폐합
- 2021년 1월 13일 제39회 유치원 수료(557명)
- 2021년 1월 14일 제88회 졸업(총4,935명)
- 2021년 3월 1일 제36대 정호엽 교장 부임

## 상징
- 교화 - 장미
  - 줄기의 가시 : 몸가짐을 바르게 하라
  - 꽃 : 성실, 정열, 아름다움
  - 장미는 봄부터 꾸준히 피는 정열적이며 아름다운 꽃이다.
  - 줄기에는 가시가 있어 “평소에 몸가짐을 바르게 하라”는 말없는 가르침도 준다.
  - 우리도 장미처럼 꾸준히 열과 성을 다하고 바른 몸가짐을 지녀 화산의 이름을 빛내는 유능한 어린이가 되자.
- 교목 - 향나무
  - 푸른 잎 : 무궁한 꿈
  - 재질 : 슬기롭게 자람
  - 향나무는 항상 푸르게 자라서 우리 조상들에게 무궁한 꿈을 심어 주었고, 재질은 향기로와 슬기롭게 활용해 오던 더 없이 소중한 나무였다.
  - 우리도 향나무처럼 푸른 꿈을 품고 슬기롭게 자라 나라 위하는 쓸모있는 사람이 되자.

## 참고 자료
- 화산초등학교 - 한국교육학술정보원 학교알리미